# Rimantas Kaukėnas
Rimantas Kaukėnas (Vilna, 11 de abril de 1977) es un exjugador de baloncesto lituano que jugaba en la posición de escolta.

## Carrera
- 1992 - 1996 - Prattsburgh Central School (High School)
- 1996 - 2000 - Seton Hall University (NCAA)
- 2000 - 2001 - Hapoel Galil Elyon (Ligat Winner)
- 2001 - 2002 - Lietuvos Rytas Vilnius (Lietuvos Krepšinio Lyga)
- 2002 - 2003 - BC Oostende (Ligue Ethias)
- 2003 - 2004 - Telekom Baskets Bonn (Basketball Bundesliga)
- 2004 - 2005 - Vertical Vision Cantù (Lega)
- 2005 - 2009 - Montepaschi Siena (Lega)
- 2009 - 2010 - Real Madrid (ACB)
- 2010 - 2012 - Montepaschi Siena (Lega)
- 2012 - 2013 - Zalgiris Kaunas (Lietuvos Krepšinio Lyga)
- 2013        - Saski Baskonia SAD (ACB)
- 2013 - 2017 - Pallacanestro Reggiana (Lega)

## Palmarés

### Club
- Liga de Lituania: 1

Lietuvos Rytas Vilnius: 2002
- Lega: 5

Mens Sana Siena: 2007, 2008, 2009, 2011, 2012
- Supercopa de Italia: 4

Mens Sana Siena: 2007, 2008, 2010, 2011
- Copa de Italia: 3

Mens Sana Siena: 2009, 2011, 2012